# SACE

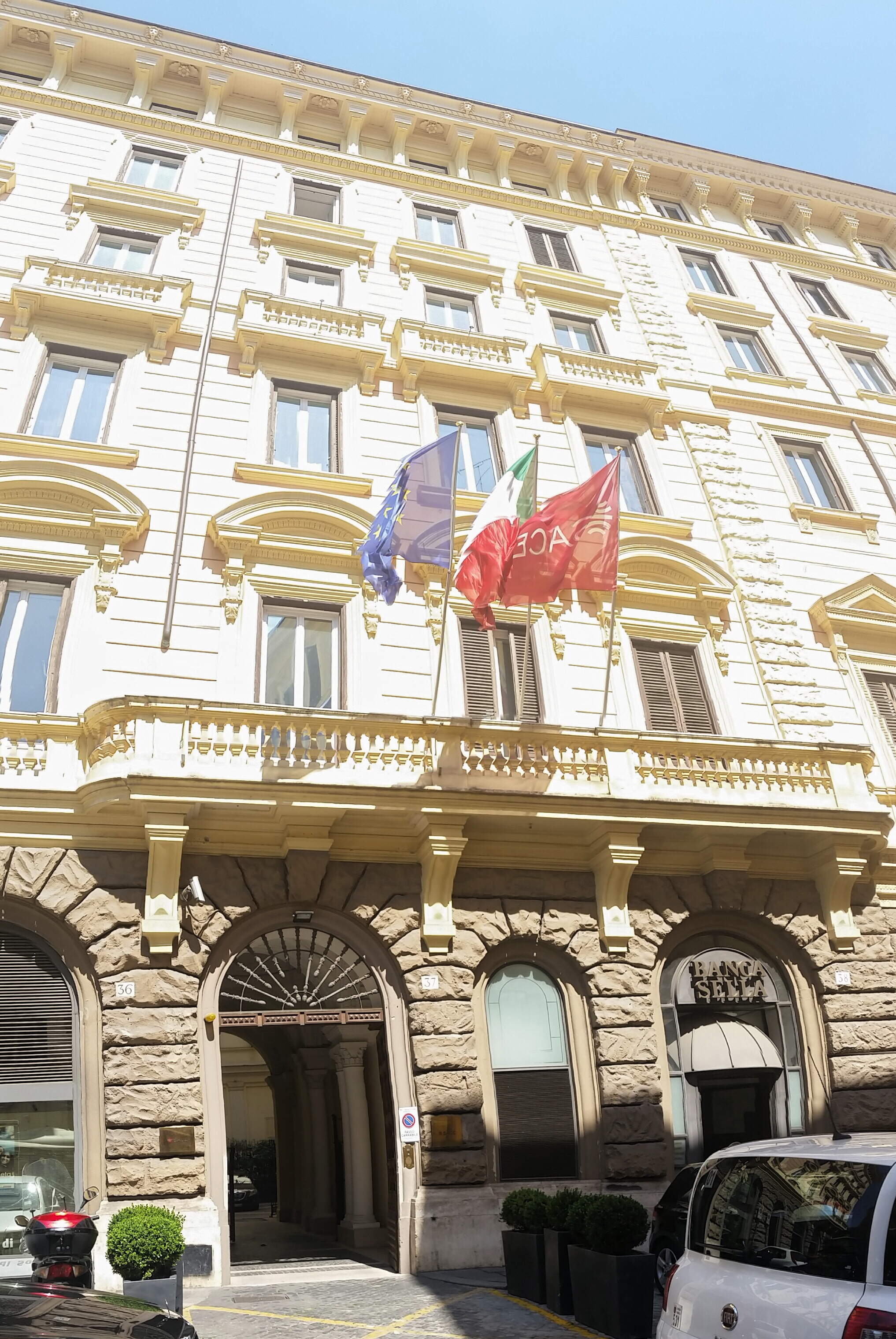
Unternehmenssitz an der Piazza Poli in Rom

Die SACE S.p.A. ist ein italienisches Kreditversicherungsunternehmen mit Sitz in Rom. Die auf Exportkreditversicherungen und Exportrisikogarantien spezialisierte Aktiengesellschaft gehört zu 100 Prozent der Cassa Depositi e Prestiti, die sich ihrerseits zu 80 Prozent im Besitz des italienischen Ministeriums für Wirtschaft und Finanzen befindet. Die SACE ist ein wichtiges Instrument der Außenhandelspolitik Italiens.

## Geschichte
Der erste bedeutende italienische Kreditversicherer war die 1927 gegründete Società Italiana Assicurazione Crediti (SIAC), die 1998 von der heutigen Euler Hermes übernommen wurde.
Die SACE wurde 1977 als Sektion für Exportkreditversicherungen (Sezione per l’Assicurazione del Credito all’Esportazione) der staatlichen Versicherungsanstalt Istituto Nazionale Assicurazioni (später von Assicurazioni Generali übernommen) per Gesetz eingerichtet. 1998 wurde sie als Istituto per i Servizi Assicurativi del Commercio Estero als Anstalt des öffentlichen Rechts selbständig. 2004 folgte die Umwandlung in eine Aktiengesellschaft, wobei die Unternehmensbezeichnung auf die Abkürzung SACE reduziert wurde. SACE befand sich als Staatsunternehmen zu 100 Prozent im Besitz des italienischen Wirtschafts- und Finanzministeriums.
2005 erwarb SACE das französische Versicherungsunternehmen SMABTP (Société mutuelle d’assurance du bâtiment et des travaux publics) und 70 Prozent der italienischen Assedile. Im Zug dieser Zukäufe und einer internen Neuordnung gründete SACE verschiedene Tochterunternehmen. In den folgenden Jahren eröffnete SACE Niederlassungen in Moskau, Hongkong, Istanbul, Bukarest, Mumbai und Mexiko-Stadt und weitete ihr Geschäftsfeld aus. Ende 2012 übernahm im Zug einer Neuordnung der Staatsbeteiligungen die Cassa Depositi e Prestiti die SACE-Aktien vom Wirtschafts- und Finanzministerium. 

## Tochterunternehmen
Folgende Tochterunternehmen befinden sich zu 100 Prozent im Besitz der SACE:
- SACE BT, spezialisiert auf kurzfristige Kreditversicherungen und Risikoschutz im Baubereich (Nachfolger der SMABTP und der Assedile)
- SACE FCT, ein 2009 gegründetes Factoringunternehmen
- SACE SRV, aktiv im Bereich Bonitätsprüfung, Rating und Inkasso

Das auf Außenhandelsbetreuung spezialisierte Unternehmen SIMEST gehört SACE zu 76 Prozent.

## Unternehmenszahlen
2017 erwirtschaftete die Unternehmensgruppe einen Jahresüberschuss von 482 Mio. Euro. Das Unternehmen hatte 2017 rund 20.000 Kunden in 198 Staaten.